# Dolores Marco
Dolores Marco, conocida como Loli Marco (Alicante, 29 de agosto de 1973), es una entrenadora española de bádminton, anteriormente fue jugadora profesional.

## Carrera deportiva
Entre los años 1995 a 2006 Loli Marco se proclamó veinticinco veces Campeona de España,  obteniendo diez títulos individuales (IF), nueve dobles (DF) y seis Dobles Mixtos (DX).
Ha participado en los Campeonatos del Mundo de 1991, 1995, 1997, 1999 y 2001.
En 2004 ganó La Medalla de Oro en el Spanish Open International en individual femenino.

## Premios, Reconocimientos y distinciones
- Finalista a Mejor Deportista Femenina de 2003 en los Premios Deportivos Provinciales de la Diputación de Alicante[2]